# Lisasti ploščec
Lisasti ploščec (znanstveno ime Libellula quadrimaculata) je vrsta raznokrilih kačjih pastirjev iz družine ploščcev, razširjena po večjem delu severne poloble. Ime je dobil po temnorjavi lisi na sprednjem robu vsakega krila, po katerih ga je možno enostavno prepoznati.

## Opis
Odrasli dosežejo 40 do 48 mm v dolžino, od tega zadek 27–32 mm, zadnji krili pa merita 32–40 cm. Imajo enakomerno temnorjavo obarvan in rahlo prosojen zunanji skelet po vsem telesu, razen zadka, ki je koničast in na konici črn. Ob vsaki strani je tanka rumena proga. Baza kril ima jantaren odtenek, na zadnjem paru pa je pri bazi tudi temnorjava lisa. Njihova najbolj prepoznavna značilnost je lisa na sprednjem robu vsakega krila približno na polovici razpona, enake barve kot pterostigma. Samce je na daleč težko ločiti od samic.
Odrasli letajo od poznega aprila do zgodnjega septembra, najpogostejši so zgodaj poleti.

## Ekologija in razširjenost
Lisasti ploščec se razmnožuje v celinskih stoječih vodah, preferira pa nezasenčena jezera in ribnike z razvitim podvodnim ter obrežnim rastjem. Sposoben je naseliti tudi umetne habitate, kot so jarki in umetni ribniki.
Globalno je eden najbolj razširjenih kačjih pastirjev na svetu, ki živi po vsem severnem delu Evrazije in po večini Severne Amerike. Pojavlja se tudi v gorovju Atlas v Severni Afriki. Tudi v Evropi je eden najbolj razširjenih in najpogostejših kačjih pastirjev, le proti jugu se številčnost zmanjša, tam se pojavlja pretežno na višjih nadmorskih višinah.
V Sloveniji je splošno razširjen v stoječih, močno zaraslih vodah, redek je le na obali. Najpogostejši je v vodnih telesih na rahlo kisli podlagi.